# Congopyrgota ethiopica
Congopyrgota ethiopica är en tvåvingeart som beskrevs av Steyskal 1972. Congopyrgota ethiopica ingår i släktet Congopyrgota och familjen Pyrgotidae.
Artens utbredningsområde är Etiopien. Inga underarter finns listade i Catalogue of Life.